# Вердело, Филипп
Филипп Вердело́, устар. Вердело́т (фр. Philippe Verdelot, родился в Les Loges, Seine-et-Marne, между 1480 и 1485; умер во Флоренции между 1527 и 1532) — французский композитор эпохи Возрождения. Большую часть жизни работал в Италии, где стал одним из первых авторов итальянского мадригала.

## Очерк жизни и творчества
Документальные свидетельства о Вердело единичны и ненадёжны. Неизвестны ни год его рождения, ни год его смерти. Переехав в начале XVI века из Франции в Италию, он сначала жил в Венеции, а с 1521 года — во Флоренции, где в 1522-27 годах предположительно служил в кафедральном соборе Санта-Мария-дель-Фьоре. Под влиянием Н. Макиавелли он стал сочувствовать сторонникам Флорентийской республики. Согласно одной из гипотез, композитор погиб в 1529 или 1530 году, в ходе осады Флоренции папскими войсками. После этой даты ни одна из его композиций уверенно не датируется.

### Портрет композитора
Согласно известной исторической хронике Джорджо Вазари, в 1511 году Себастьяно дель Пьомбо написал «Вердело, великолепного французского музыканта» вместе с его «товарищем, певцом Убретто». Некоторые учёные полагают, что речь идёт о картине, некогда находившейся в берлинском Музее императора Фридриха и утерянной в конце Второй мировой войны; на ней, как они считают, 30-летний Вердело изображён в компании с неким молодым человеком. Другие считают, что Вазари имел в виду известное полотно «Concerto» в Palazzo Pitti во Флоренции (ок. 1507-08), где Вердело якобы изображён в компании с Якобом Обрехтом (в облачении священника) и неизвестным юношей. Вторая гипотеза менее вероятна, чем первая, поскольку Обрехт умер в 1505 году.

### Творческое наследие
Вердело принадлежат 2 мессы, магнификат и около 60 мотетов. В светской музыке предпочитал мадригал (всего более 140, от четырёх до шести голосов), на стихи П. Аретино, Ф. Петрарки, А. Полициано и других. Среди известных, ныне исполняемых произведений Вердело — мадригалы «O dolce nocte», «Ultimi miei sospiri», «Italia mia», «Divini occhi sereni», мотеты «Si bona suscepimus» и «Beata es Virgo Maria», показывающие большое полифоническое мастерство автора.
Сохранились многочисленные интабуляции музыки Вердело, в том числе, выполненные испанцем Антонио де Кабесоном, и мессы-пародии на музыкальном материале Вердело, написанные разными композиторами. Его мотет «Sancta Maria» учёные XX века приводят как очень ранний пример печатной партитуры.